# 天使の事情
『天使の事情』（てんしのじじょう）は、神仙寺瑛による日本の4コマ漫画作品。『まんがくらぶ』（竹書房）にて2006年8月号より2014年6月号まで連載された。単行本は全6巻。本作は2006年3月号に読みきり作品として作者が描いたものが、連載へと至った。生後間もない乳幼児達が、乳幼児にしか通じない言葉によって交わされる愉快なやりとりを描く。幼児たちの苗字は温泉地が元ネタになっている。
2014年4月21日には『まんがライフセレクション 天使の事情増刊号』が発売され、伊藤黒介、大川ぶくぶ、こいずみまり、小道迷子、佐野妙、たかの宗美、竹内元紀、野広実由、ハトポポコ、氷堂リョージ、藤沢カミヤ、山野りんりん、やまもとまも、宮成樂がトリビュート4コマを執筆した。
続編『堕天使の事情』（だてんしのじじょう）が、当初「番外編」として『まんがライフセレクション神仙寺瑛SP 天使の事情増刊号』（『まんがライフオリジナル』2011年6月号増刊）に掲載された後、『まんがくらぶ』2014年10月号より2018年3月号まで連載された。単行本は全3巻。こちらでは、メインキャラ全員が同じ中学であることから、お互い家は近所同士だったことがうかがえる。
『まんがくらぶ』2016年5月号では『堕天使の事情』の単行本の発売を記念して、特別企画「とりかえっこ4コマ〜神仙寺瑛×佐野妙〜」が掲載された。神仙寺が『森田さんは無口』を描き、佐野妙が本作を描くといった内容となっている。

## 登場人物

### ひまわり保育園
有馬 太一（ありま たいち）
この漫画の主人公（11ヶ月）で、大阪から越してきた乳幼児。
そのため常に関西弁で話している。
座右の銘は｢強引愚我路独走(ゴーイングマイウェイ)｣というヤンチャ者。
乳幼児ながら辛口カレーやわさび、おでんに付いている辛子などをつまみ食いするなどかなりのチャレンジャーである。
良くも悪くもストレートな性格のため、無自覚に周りを驚かせたり照れさせたりすることが多い。
自分に向けられる好意に極めて鈍感であり、今日子の想いには全く気付いていない。
なぜか別府姉妹を一目で見分けることができる。
大阪出身のためかかなりのボケ体質で哲哉や光にツッコまれることが多いが、哲哉の乳幼児らしからぬ頭脳やリアリストぶりにツッコむこともある。
ポンパドールのような前髪であるが、これは天然パーマであり、父親、伯父、祖父も同じ髪型をしている。水に濡らすとストレートヘアーになり、保育園の皆にも「誰？」と言うリアクションをされている。なお、ドライヤーで乾かすと、いきなり「ポム！」と言う効果音とともにもとに戻る。
続編｢堕天使の事情｣では、中学入学時点で身長165cm、1年の途中で170cmを超え、ますます父親そっくりに成長している。
所属クラスは1年A組→2年A組→3年C組。
天パと短ランのヤンキースタイルのため不良に間違われることが多い。
運動部からスカウトされるほど運動神経抜群だが勉強の方は社会のテストで8点を取るなど壊滅的である。
見た目と裏腹に華道家元の母方の血を濃く受け継いでおり、植物の知識やフラワーアレンジメントのセンスはかなりものであり、中学では園芸部&華道部に所属することになる。
中学2年の文化祭後、部長である真蔵の引退に伴い園芸部の新副部長に指名される。(新部長は光)
高校は光とともに元部長達がいる農業高校への進学を目指している。
保育園からの付き合いである今日子の想いには相変わらず気付いておらず、中学生になり約10年ぶりに再会した山代舞に再び一目惚れする。(お互いに覚えておらず太一は哲哉から彼女が初カノであったことを知らされる)
｢天使の事情｣最終巻収録の特別編「堕天使の事情」では、中学の卒業式の様子が描かれており、担任教師が泣きながら「卒業してくれて良かった」と語るなど、かなりの問題児だった事がうかがえる。
高校は光・別府姉妹と同じ学校に進学する模様。
さらに｢堕天使の事情｣最終巻の特別編では、今日子と結婚しており、今日子そっくりの娘「琴音」と自分そっくりの息子「弦太」がいる。
草津 哲哉（くさつ てつや）
太一の良き親友で、太一と同じく11ヶ月でリアリスト。
太一からは｢テツやん｣と呼ばれており、太一のボケに的確にツッコミを入れる相棒でもある。
11ヶ月だが、かなり頭脳明晰であり、高校の数学教師をしている父親と同じ問題を解くなど（言葉は通じないため父親はこの事は知らない）乳幼児離れした頭脳を持っている。
太一がファンタジーな事だと思い、哲哉に話す事は、全て哲哉が科学の現象に過ぎない事を説明してしまうため、夢を壊している。
常に糸目であり、その目が開く事は滅多に無いが、太一と湯布院に向かって一度ずつ開眼した事がある。（後方からの描写だった為、読者にとっては不明なままである）本人によると、「僕が目を開くと皆固まるんでス」との事。
外見は太一同様父親そっくりで髪はベージュ色。
カタツムリやナメクジ、なまこ、たこなどなめなめ・ぬめぬめした物を苦手としており全身にじんましんができるほどである。
続編｢堕天使の事情｣では、メガネ姿になり一層父親そっくりの外見になっている。本人曰くコンタクトは目に合わなかったらしい。
所属クラスは1年A組→2年A組→3年A組。
図書委員会に所属しているため部活には入っていない。太一に園芸部に誘われたが断っている。
2年時には先輩に誘われ生徒会に会計として加入している。
テストで学年1位を取るなど頭脳明晰であり、また乳幼児や幼児期の出来事(舞が太一の初カノであったことや奏太とカナコ先生が付き合っていたことなど)を覚えているなど並外れた記憶力の持ち主。
｢天使の事情｣では、太一が大阪に帰省した時の話以外はほとんど出演していたレギュラーキャラクターだが、｢堕天使の事情｣では上記のように太一とは別の図書委員会に所属しているため園芸部関連の話には登場しないため全体的に｢天使の事情｣より出番が減っている。(逆に同じ部活に所属している光は｢天使の事情｣より出番が増えている)
｢天使の事情｣最終巻収録の特別編「堕天使の事情」では、太一たちとは別の名門高校に推薦（単行本では「首席」）で入ることが決まっている。（本人は皆と同じ高校に行きたかったと語っている）
湯布院 光（ゆふいん ひかる）
当初はゲストキャラ的扱いだったが、途中からレギュラーキャラとなった。
1歳であるため、太一たちより早く生まれているが、学年は同じである。（正確には1歳2ヶ月）
陽気でフレンドリーな性格のため太一ともすぐに仲良くなる。
父親はフランス人であり、ハーフ。母親は別府姉妹の母の姉。そのため別府姉妹とはいとこ同士である。
ハーフのため明るい茶髪に碧眼という外見の持ち主。
秋になると毎回太り、冬辺りに食あたりで元の体型に戻る。
スイミングスクールと英語塾に通っているらしいが、その事により身に付いたのは気配りと忍耐であると語っている。
続編｢堕天使の事情｣でもレギュラーキャラとして登場。
所属クラスは1年B組→2年A組→3年C組。
当初は茶髪に碧眼という外見から｢碧眼の王子｣と呼ばれていたが徐々に太り始め、その体型から｢碧眼の玉子｣と呼ばれるようになってしまう。
太一に強引に連れられ園芸部に入ることになるが、農業体験などを通じて自分も植物(主に野菜)を育ててみたいと思うようになる。
部長である真蔵の引退に伴い園芸部の新部長に指名される。
中学2年の冬に園芸部の先輩である真蔵を真似て髪型をオールバックに変更。
将来は自分が育てた野菜を使ったお店をやりたいという夢を持ち、太一とともに元部長達がいる農業高校への進学を目指している。
｢天使の事情｣最終巻収録の特別編「堕天使の事情」では、1年で20kgずつ体重が増えたことで学ランのボタンがはじけ飛ぶほどの肥満体型になっており、髪型もオールバックになっている。
高校は太一・別府姉妹と同じ学校に進学する模様。
城崎 翔太（きのさき しょうた）
7ヶ月で、学年は太一たちより１つ下である。
太一を良き先輩として慕っており、太一から親を困らせる様な技を伝授されている。
イベントなどで親が登場する事があるが瓜二つであり、母親だと思われていたのが父親だったりと、色々驚愕させられる親である。
女顔であり、女子と判別がつかない読者もいた様子。
番外編、続編「堕天使の事情」では、人気アイドル事務所の人気タレントとなり、卒業生からボタンをむしり取られていた。
別府 今日子（べっぷ きょうこ）
別府姉妹の姉の方。常日頃無表情であるが、ある事がきっかけで太一に好意を寄せており、太一の前では赤面するなど女子らしい一面も時折見せる。
太一の初カノである山代舞にライバル心を抱いており、太一が舞に接近する時はヤキモチを妬いて妨害行為をする。
いつも妹と同じ服を着ているが、たまに色が違う事がある。
妹の明日香に太一に惚れるポイントを訊かれた時は姉妹を見分けられるからと答えている。
四姉妹の三女であり、上の2人の姉も双子。
母系の女性は、母親や祖母も全員双子（しかも全員が同じ顔）で、上記の光が100年ぶりに生まれた男児というほど女性しか生まれない。
続編｢堕天使の事情｣にも登場。クラスは1年B組。部活は太一と同じく華道部に所属している。
外見は乳幼児期と変わらず姉妹揃って肩までの黒髪と大きな黒目が特徴。
相変わらず太一に好意を寄せているが本人には全く気付かれていない。
それでもバレンタインに本命チョコを渡すなど密かにアプローチを続けている。(太一は本命だと気付いていない)
妹の明日香とは双子であるゆえお互いの感情などが離れていても伝わってしまうことがある。
｢天使の事情｣では4人姉妹であったが、中学3年時のカナコ&奏太の結婚式でさらに双子の妹がいることが判明する。
｢天使の事情｣最終巻収録の特別編「堕天使の事情」では、太一と同じ高校に進学することが決まっている。
さらに｢堕天使の事情｣最終巻の特別編では、太一と結婚しており、自分そっくりの娘「琴音」と太一そっくりの息子「弦太」の母親になっている。
別府 明日香（べっぷ あすか）
別府姉妹の妹の方。太一に恋している姉の今日子を遠くから観察していて、ある意味一番この物語の重点を見ている人物。
姉と一緒に行動する事が多い。
四姉妹の末っ子であり、上の2人の姉も双子。
続編｢堕天使の事情｣にも登場。クラスは太一と同じ1年A組。部活は姉と同じく華道部に所属している。
姉の恋路を誰よりも応援しており、密かに今日子と入れ替わって授業を受けることがあるが、太一に見破られて失敗することも多い。
｢天使の事情｣最終巻収録の特別編「堕天使の事情」では、姉と同じく太一と同じ高校に進学することが決まっている。
山代 舞（やましろ まい）
準レギュラー的キャラで幼児たちの中では唯一吹き出し付きのセリフが無い。
引っ越してきたばかりの太一にナンパされ初カノとなるがほかの登場キャラに比べ出番は圧倒的に少ない。
太一に満面の笑みで嫌いな野菜をあげるなど黒い一面も持っている。
続編｢堕天使の事情｣にも登場。クラスは1年B組。部活はテニス部に所属している。
明るい栗色のロングヘアにくりっとした瞳が特徴の美少女に成長。
乳幼児期に隣町に引っ越したため太一たちとは別の小学校に進学し、中学で約10年ぶりに再会するがお互いに覚えていなかった。
太一に好意を寄せられているが全く気付いていない。
｢天使の事情｣最終巻収録の特別編「堕天使の事情」では、女子高に進学することが決まっている。

### 有馬家
有馬 琳太（ありま りんた）
太一の父親で大阪出身。平成生まれで19歳とかなり若い父親である。職業は長距離トラックの運転手。
かなりの長身で連載当初の身長は190cm、年齢が若いためその後も伸び続け最終的には193cmにまで成長している。
その長身故に自宅には自分の額をぶつけた痕がいくつもあり、信号待ちしていると鳥が寄ってくるらしい。
かなりの大食漢であり、MY茶碗に特大の丼を使用するなどさつき曰く｢食欲魔人｣。
運動神経抜群だが、頭の方はさっぱりで学生時代のその手のおバカエピソードには事欠かないらしい。
太一と同じくリーゼントのような髪型であり、無論天然パーマである。
太一とそっくりだが、違うところは、髪の色（太一は黒、琳太は金髪）と、若干琳太の方が後ろ髪が長い。
｢堕天使の事情｣にも引き続き登場。顎ひげが生えた以外、外見的な変化は殆ど無し。
有馬 さつき（ありま さつき）
太一の母親で大阪出身。19歳。
身長170cmと長身だが、夫の琳太が大きすぎるため身長が高いことに気付かれにくいらしい。
琳太と同い年で幼馴染（実家が隣同士）であり、琳太の押しに負けて結婚を承諾した。
有馬家の家事全てを賄っており、食欲旺盛な琳太の食費をどうやって遣り繰りしているかは不明。
平成生まれだが、夫婦揃って餅つきが異様に上手い。手先が器用である。
クリスマスイベントにてサンタの衣装を着たところ、胸のボタンがはまらなくなったほどの巨乳。
しっかり者で、勝手な行動をする琳太を止める事はよくあるが、自分はかなりの方向音痴である。
実は華道の家元の娘で、華道やガーデニングにはかなりこだわりを持っている。
お花好きで花屋でバイトをしている。
三姉妹の次女で、外資系企業に勤めるキャリアウーマンの姉｢かえで｣と姉2人が家を出てしまったため次期家元となったシャイな妹｢あやめ｣がいる。
｢堕天使の事情｣にも引き続き登場。外見的な変化は殆ど無し。
園芸部の先輩・真蔵の実家である｢大江戸花卉農園｣によく出入りしているため彼とは顔見知りである。
有馬 かんな（ありま かんな）
太一の2歳下の妹。｢天使の事情｣には登場しておらず、最終回でさつきがかんなを妊娠していることが判明。
太一と違い、顔は母親のさつきに似ていて学業成績は優秀。哲哉に思いを寄せており、入学当初は生徒会への参加を希望していたが、3年生と入れ替わりで哲哉と一緒にはなれないため断念し、親友のミトとともに園芸部に入部する。
｢天使の事情｣最終巻収録の特別編「堕天使の事情」で、ショートカットでさつきに似た美少女であることが判明する。
哲哉に好意を抱いており、彼と同じ高校を目指している。
雑誌掲載版での名前は｢むつき｣となっているが、単行本では｢かんな｣に変更されている。
有馬 奏太（ありま かなた）
琳太の2歳上の兄で太一の伯父。大阪の実家で両親と暮らしている。
黒髪天然パーマの髪型で通称｢ブラックオトン｣。
琳太を超える身長195cmの巨漢。食欲は琳太同様凄まじく、太一曰く｢食欲魔王｣。
鼻下と顎のひげとサングラスがトレードマーク。
サングラスの下は意外にも｢キュートなおめめ｣(太一談)が隠れているらしい。
いかつい外見に似合わず、職業は新人の絵本作家でペンネームは｢たなかまりあ｣。(逆から読むと｢ありまかなた｣)
絵本作家という職業から琳太と違い頭の方は悪くない模様。
とある出来事からカナコ先生のことを意識するようになる。
｢堕天使の事情｣にも引き続き登場。外見的な変化は殆ど無い。
太一たちが3歳位の頃(約10年前)にカナコ先生と付き合っていたが、もろもろの理由から別れてしまったらしい。
別れてからも彼女に対して想いを寄せていたようであり、太一たちが中学2年の冬にひまわり保育園でカナコにプロポーズし婚約。翌年の6月に無事結婚式を挙げる。

### 草津家
草津 美咲（くさつ みさき）
哲哉の母親であるが、太一に姉と間違えられるほど童顔で低身長である。
身長は145センチしかなく、近づくと太一の父、琳太の視界に入らないほど。
夫は自分の高校時代の教師であり、在学中に気持ちを伝えた。
かなりおっちょこちょいであり、すぐに道に迷ったり、哲也の前髪を切ろうと思ったら丸坊主にしたり、自作チョコを落としたらフローリングにめり込むなど枚挙に暇が無い。
22歳であり、哲哉を産むために1年休学した。そのため現在は大学3年生である。
実家はかなり山奥の農家。山育ちのため意外にも運動神経は良く子供の頃は｢子猿ちゃん｣と呼ばれていた。
また、素手でセミを捕まえる、太公望並に釣りが得意など、ワイルドな一面を持ち、高校時代に哲哉の父親はよく度肝を抜かされたらしい。
哲哉の父親
女子高の数学教師をしている哲哉の父親。名前は不明。
容姿は哲哉にそっくりであるが、メガネをかけており、前髪を分けている。
着痩せするタイプだが肉体は鍛えられており、体脂肪率は1ケタ。
35歳と言う事を哲哉が話していた。
有馬家とプールに行った時は体脂肪1ケタ台と言う事で琳太と意気投合している。

### 湯布院家
光の母親
光の母親であり、別府姉妹の伯母にあたる人物。
双子の妹がおり、別府姉妹の母親である。
昔はスタイリストをしていたらしく、光の父が彼女に一目惚れして日本についてきたらしい。
料理は下手であり、兄弟丼と称して「豆腐と納豆」の丼を出していた。
フランス語で夫と会話するなど、フランス語を話せる模様。
光の父親
光の父親。かなり太っている。
フランス料理店のシェフであり、料理はかなり上手い。
若い頃はスリムでモデルをしていたが、この時スタイリストだった光の母に一目惚れし、日本についてきてそのまま湯布院家の婿養子となった。
フランス人で金髪で髪が長く、メガネをかけているため光が本物のサンタクロースと勘違いしたほど体型がサンタクロースに似ている。
5巻終盤で、年末の激務でスリムになっていた。

### 城崎家
翔太の父
翔太の父親で、翔太と同じく女顔である。
翔太に瓜二つで、本当にソックリである。
女顔であるため、太一たちに母親と勘違いされた。

### ひまわり保育園職員
リカコ先生
ひまわり保育園の職員であり、主任先生の娘でカナコ先生の姉。
長い黒髪を後ろで三つ編みにしていたが、のちに彼氏となる美容師さんの手違いで大仏のようなパンチパーマにされてしまう。
しばらくその髪型が続いたが上記の美容師さんの手でベリーショートの髪型にイメチェンし事なきを得る。
夏バテで痩せたり秋に太ったりと体形変化が目まぐるしい人物である。
｢天使の事情｣単行本5巻にて結婚のためひまわり保育園を退職した。
｢堕天使の事情｣にも登場し、主任先生としてひまわり保育園に復帰している。
カナコ先生
ひまわり保育園の職員であり、主任先生の娘でリカコ先生の妹。
茶髪を頭の上でまとめたお団子ヘアが特徴。
明るくノリが軽い性格のため、リカコ先生に注意されることが多い。
また男運が悪く、出会いを求めて合コンなどによく参加するが結果は芳しくないようである。
当初は保育士になる気はなかったが、どんなに疲れていても保育園での出来事を楽しそうに話す母と姉を見て保育士を目指すようになる。
同級生との飲み会の際｢乳幼児最強…｣と愚痴るなど、辞めたがりですぐに弱音を吐いていたが、徐々に成長していく。
絵本作家｢たなかまりあ｣に熱烈なファンレターを送るほど大ファンである。
のちに｢たなかまりあ｣の正体が太一の伯父・奏太であることを知ると恥ずかしさのあまり悶絶していた。
その奏太のことをとある出来事から意識するようになる。
｢堕天使の事情｣にも登場。現在もひまわり保育園で保育士を続けている。
奏太と10年ほど前に付き合っていたようだが、もろもろの理由から別れてしまっている。
その後も何人かと付き合うも結婚に踏み切れず独身のままだったが、太一たちが中学2年の冬にひまわり保育園で奏太にプロポーズされ婚約。翌年の6月に無事結婚式を挙げる。（結婚式にて、妊娠が判明。後に義理の甥となった太一そっくりの男児を出産した。）
主任先生
この保育園の主任であり、リカコ先生とカナコ先生の母親である。
家族と一緒に必ず最初に出てくる。
餅が好きで、餅つき大会の時は、必ず満面の笑みを浮かべる。
福原 福（ふくはら ふく）先生
ひまわり保育園の職員であり、新人保育士。カナコ先生と同期で飲み会や合コンに一緒に行く仲。
名は体を表すようで、クジや懸賞がやたらと当たるラッキー体質。
一見おっとりのんびりしているが、園児たちが変なことをするとほとんど瞬間移動で駆けつける。また手先が器用で、ガレージキットにも手を出す本格的なモデラーでもある。
かなりマイペースな性格で、プールの時間に中学時代のスクール水着を着てリカコ先生の度肝を抜いていた。(本人曰く、これしか持ってないし中学から体型変わってないからいいかーとのこと)
美術の先生を目指しており、休憩時間に教員試験の勉強をするなど努力家な一面も。
｢堕天使の事情｣にも登場。太一たちが中学2年に進級した際、美術の臨時教師として赴任してくる。
外国人の男性と結婚しており、彼女にそっくりな娘がいる。
カナコ先生とは、娘と3人でお祭りに行くなど、変わらず友人として付き合いが続いている。

### ｢堕天使の事情｣より登場
大江戸 寛蔵（おおえど かんぞう）
太一たちが通う中学校の3年生。メガネをかけたいかにも真面目そうな風貌で園芸部の部長と風紀委員を務めている。
当初はヤンキーにしか見えない太一に不信感を抱いていたが、園芸部に入部した太一が真面目に植物の世話をする姿を見て考えを改め、以降は良き部活の先輩として接する。
太一のフラワーアレンジメントのセンスを高く評価しており、校長先生とともに華道部への入部を強くすすめる。
実家は米農家。将来は家業を継ぐために中学卒業後は農業高校に進学する。が、暇だからという理由で卒業後も遊びに来ている。
従弟の真蔵とは「シンゾー」「カンゾー」と呼び合う仲で関係も良好。真蔵とは逆に女子にモテずかなり気にしている。
大江戸 真蔵（おおえど しんぞう）
太一たちが通う中学校の2年生で寛蔵の従弟。園芸部の副部長だが以前はあまり部活に出ておらず幽霊部員のような状態だった。
受験のため引退した寛蔵から部長を引き継いでからは真面目に部活に出るようになったようである。
初登場時は言葉遣いが悪く不良として描かれたが、実際は責任感は強く、意外にも後輩の面倒見は良い。そのためか女子にモテる。
また、自分の育てた植物・作物への思い入れは強く、それを荒らされたりすると烈火の如く怒る。
実家は｢大江戸花卉農園｣という花を育てる農場を経営しており、将来は家業を継ぐために中学卒業後は寛蔵と同じ農業高校に進学する。
実家の農園をよく訪れる太一の母・さつきに憧れており、太一がさつきの子供だと知ったときはショックを受けていた。しかし気持ちは変わっていない様子。
自分に向けられる好意には鈍感のようで、華道部部長の寛蔵の妹に想いを寄せられているが全く気付いていない（それどころか避けられていると勘違いしている）。
華道部部長
太一たちが通う中学校の2年生で寛蔵の妹。華道部の部長を務めている。太一には「小江戸部長」と呼ばれた。
兄の寛蔵に三つ編みを足したような容姿をしており、真面目な性格なども兄にそっくりである。
従兄弟である真蔵に思いを寄せており彼のことは｢シンちゃん｣と呼んでいる。
意外にもミーハーな一面があり、人気タレントの城崎が中学に入学してくると知った時は他の華道部部員とともに大喜びしていた。
井倉
太一の同級生で同じ小学校出身。太一からは｢イクラちゃん｣と呼ばれているが本人は嫌がっている。
太一とは小学校時代ジャングルジムのてっぺんを取り合った仲らしい。
中学入学と同時にグレ始め何かと目立つ太一を一方的にライバル視しているが、太一は全く気にしていない。
何故か昭和のヤンキーをリスペクトしているらしく、果たし状で太一を呼び出すなどやることがかなり古い。
取り巻きが二人いるが昭和ヤンキーリスペクトについては呆れられている。
似たような立場の真蔵には頭が上がらず、不注意から花壇を踏んでしまった時は取り巻き二人と仲良く怒りが収まるまで土下座していた。
井倉の取り巻き
ニット帽と刈り上げの二人組。
太一から井倉の過去を暴露された時は爆笑の余り笑い転げ「イクラちゃん」と呼ぶなどからかっていた。
井倉が不注意から真蔵の花壇を踏んでしまったことで巻き添えを受け、三人揃って土下座した。
塩原校長先生
太一たちが通う中学校の校長先生。園芸部と華道部の顧問を務めている。太一には「（ハゲ）ちゃびん」と呼ばれている。
校長室を日当たりが良いからという理由でまるっと温室にしてしまうほどの植物好き。
早々に太一に目をつけ入部届を渡したが、園芸部の大変さを知られたことで突き返されてしまう。しかし、しれっと名前を書かせてから受け取り入部させた。
実は太一の父・琳太の高校時代の担任で｢天使の事情｣第5巻にも1コマだけ登場している（当時は鬘着用）。
銀山 ミト
リカコ先生の娘でかんなの幼馴染兼親友。おっとりした性格の美少女。
かんなのことが大好きで、彼女にくっついて園芸部に入部する。
園芸部前部長の真蔵の弟に好意を寄せられているが、本人は全く気付いておらず、同じスイミングスクールに通っていた知り合いという認識しかしていない。
最終巻の特別編では、太一の子供達が通う保育園の保母になっている。

## 書誌情報
- 神仙寺瑛『天使の事情』竹書房〈バンブーコミックス〉、全6巻
  1. 2007年11月7日発売[5]、ISBN 978-4-8124-6763-3
  2. 2009年11月27日発売[6]、ISBN 978-4-8124-7110-4
  3. 2010年9月27日発売[7]、ISBN 978-4-8124-7449-5
  4. 2011年12月27日発売[8]、ISBN 978-4-8124-7727-4
  5. 2013年7月29日発売[9]、ISBN 978-4-8124-8365-7
  6. 2014年8月29日発売[10][11]、ISBN 978-4-8124-8777-8
- 神仙寺瑛『堕天使の事情』竹書房〈バンブーコミックス〉、全3巻
  1. 2016年4月27日発売[12]、ISBN 978-4-8019-5508-0
  2. 2017年6月7日発売[13]、ISBN 978-4-8019-5955-2
  3. 2018年4月27日[14]、ISBN 978-4-8019-6251-4